# Педазо
Педазо (итал. Pedaso) —  коммуна в Италии, располагается в регионе Марке, в провинции Фермо.
Население составляет 2409 человек (2008 г.), плотность населения составляет 660 чел./км². Занимает площадь 4 км². Почтовый индекс — 63016. Телефонный код — 0734.
Покровителем коммуны почитается святой апостол Пётр, празднование 29 июня.

## Демография
Динамика населения:

## Администрация коммуны
- Официальный сайт: http://www.comunedipedaso.it/